# Metoda PQRST
Metoda PQRST je známá metoda učení nebo také efektivního čtení. Použití této metody vede ke zlepšení pochopení a zapamatování klíčových informací, je proto vhodná při studiu zejména nového textu. Metoda je složena z pěti následujících kroků vedoucích k úspěšnému naučení (pochopení) látky. Název je složen z počátečních písmen anglických slov těchto pěti kroků: Preview (přehled), Question (kladení otázek), Read (čtení), Self-recitation (shrnutí vlastními slovy) a Test (testování).

## Fáze metody

### Preview – přehled
Cílem první fáze, Preview, je získat globální představu o daném textu, o hlavních tématech, získat přehled o ilustracích či tabulkách obsažených v textu. Na tomto základě je možné posoudit přínosnost a důležitost textu pro studium.

### Question – kladení otázek
Question je fáze kladení otázek. Po přečtení nadpisů a kapitol je nutné si položit otázky, na které bychom v textu chtěli najít odpovědi. V rámci studia jednoho oddílu dané kapitoly je vhodné provádět kroky Question (kladení otázek), Read (čtení) a Self-recitation (shrnutí vlastními slovy) souběžně.

### Read – čtení
Následuje fáze Read, ve které jde o samotné přečtení textu a hledání odpovědí na otázky položené v předchozím kroku metody. Do textu je možné si pro lepší přehlednost dělat značky, podtrhávat klíčová slova atp. V této fázi je možné využít i jiné metody efektivního čtení, například metodu INSERT.

### Self-recitation – shrnutí vlastními slovy
Ve fázi Self-recitation jde o odříkání si vlastními slovy hlavní myšlenky přečteného textu. Tímto krokem je možné si lépe uspořádat nové informace a objevit mezery ve vědomostech. Tuto fázi lze provést i v písemné podobě, v tomto případě mluvíme o Summary (shrnutí).

### Test – testování
Posledním krokem metody je fáze Test. Po dokončení předchozích kroků je vhodné přejít ke kladení různých otázek, díky kterým je možné ověření správnosti získaných informací. Jde o přezkoušení z nově nabytých vědomostí.

## Shrnutí
V praxi by využití metody PQRST vypadalo následovně. Ve fázi P čtenář projde studijní materiál s cílem získání představy o hlavních tématech textu. Ve druhé, třetí a čtvrté fázi (Q, R, S) čtenář analyzuje text pokládáním si otázek, čtením a přeříkáním si hlavní myšlenky textu. Po dokončení těchto kroků se čtenář ve fázi T pokusí rozpomenout na hlavní myšlenky textu a testovat nové znalosti.